# Alexander James Phipps
Alexander James Phipps fou un músic anglès del segle xix.
Estudià a la reial Acadèmia de Música de Londres, i tingué com a professors a Holmes i al doctor Charles Steggall, aleshores director de cor a Oxford. El 1866 fou nomenat organista de Birkenhead, i més tard ocupà altres càrrecs relacionats amb la seva professió.
Se li deuen l'oratori Paràbola de les verges nècies i prudents moltes antífones i melodies vocals. És autor, a més, d'una Guia Musical.